# Lusigny-sur-Barse
Lusigny-sur-Barse je naselje in občina v severnem francoskem departmaju Aube regije Šampanja-Ardeni. Leta 1999 je naselje imelo 1.449 prebivalcev.

## Geografija
Naselje leži v pokrajini Šampanji ob reki Barse znotraj regijskega naravnega parka la forêt d'Orient, 15 km jugovzhodno od središča departmaja Troyesa.

## Uprava
Lusigny-sur-Barse je sedež istoimenskega kantona, v katerega so poleg njegove vključene še občine Bouranton, Clérey, Courteranges, Fresnoy-le-Château, Laubressel, Mesnil-Saint-Père, Montaulin, Montiéramey, Montreuil-sur-Barse, Rouilly-Saint-Loup, Ruvigny, Thennelières in Verrières z 8.318 prebivalci.
Kanton je sestavni del okrožja Troyes.